# Il Giallo Mondadori dal 2301 al 2400
|  | I 100 precedenti: Il Giallo Mondadori dal 2201 al 2300 |

## Dal N.2301 al N.2400
| N.   | Titolo italiano                          | Autore                         | Titolo originale                         | Pubblicazione     |
| ---- | ---------------------------------------- | ------------------------------ | ---------------------------------------- | ----------------- |
| 2301 | Il gatto che mangiava i mobili           | Lilian Jackson Braun           | The Cat Who Ate Danish Modern            | 7 marzo 1993      |
| 2302 | L'angelo di New York                     | Robert Crais                   | Lullaby Town                             | 14 marzo 1993     |
| 2303 | Il fardello della colpa                  | Shelley Smith                  | The Lord Have Mercy                      | 21 marzo 1993     |
| 2304 | Senzanome tra le fiamme                  | Bill Pronzini                  | Quarry                                   | 28 marzo 1993     |
| 2305 | L'incognita mortale                      | Desmond Cory                   | The Strange Attraction                   | 4 aprile 1993     |
| 2306 | Baby Blues                               | Pascal Basset-Chercot          | Baby Blues                               | 11 aprile 1993    |
| 2307 | Costa Dorata                             | Elmore Leonard                 | Gold Coast                               | 18 aprile 1993    |
| 2308 | L'assassinio di mia zia                  | Richard Hull                   | The Murder of My Aunt                    | 25 aprile 1993    |
| 2309 | La notte dei giaguari                    | William G. Tapply              | The Spotted Cats                         | 2 maggio 1993     |
| 2310 | Lutto pericoloso                         | Anne Perry                     | A Dangerous Mourning                     | 9 maggio 1993     |
| 2311 | Il mistero della brughiera               | Ruth Rendell                   | Master of the Moor                       | 16 maggio 1993    |
| 2312 | Il canto del nemico                      | Tony Hillerman                 | The Blessing Way                         | 23 maggio 1993    |
| 2313 | Omicidio sul set                         | Jill McGown                    | Murder Movie                             | 30 maggio 1993    |
| 2314 | Spenser sul filo della memoria           | Robert B. Parker               | Pastime                                  | 6 giugno 1993     |
| 2315 | L'ultimo della lista                     | Lawrence Block                 | A Ticket to the Boneyard                 | 13 giugno 1993    |
| 2316 | Toby, Eva e i vecchi serpenti            | Stuart M. Kaminsky             | A Devil Met a Lady                       | 20 giugno 1993    |
| 2317 | La Cabala                                | Michael Dibdin                 | Cabal                                    | 27 giugno 1993    |
| 2318 | Jessie è scomparsa                       | Margaret Millar                | The Fiend                                | 4 luglio 1993     |
| 2319 | Vedove                                   | Ed McBain                      | Widows                                   | 11 luglio 1993    |
| 2320 | Ombre su Belgrave Square                 | Anne Perry                     | Belgrave Square                          | 18 luglio 1993    |
| 2321 | Per l'ultima volta, Kathleen (antologia) | Cornell Woolrich               | I'll Take You Home, Kathleen             | 25 luglio 1993    |
| 2322 | Il lungo ritorno                         | Elizabeth George               | A Suitable Vengeance                     | 1º agosto 1993    |
| 2323 | Nero Wolfe: la guglia d'argento          | Robert Goldsborough            | Silver Spire                             | 8 agosto 1993     |
| 2324 | Il gatto che conosceva il cardinale      | Lilian Jackson Braun           | The Cat Who Knew a Cardinal              | 15 agosto 1993    |
| 2325 | I labirinti della memoria                | Gianni Materazzo               |                                          | 22 agosto 1993    |
| 2326 | La morte sa leggere                      | John Dunning                   | Booked to Die                            | 29 agosto 1993    |
| 2327 | Il velo magico                           | Pierre Magnan                  | Le commissaire dans la truffiere         | 5 settembre 1993  |
| 2328 | Il segreto di Eva                        | Laurie R. King                 | A Grave Talent                           | 12 settembre 1993 |
| 2329 | Cave canem                               | Danila Comastri Montanari      |                                          | 19 settembre 1993 |
| 2330 | Black Cherry Blues                       | James Lee Burke                | Black Cherry Blues                       | 26 settembre 1993 |
| 2331 | Oscar dei delitti                        | Walter Satterthwait            | Wilde West                               | 3 ottobre 1993    |
| 2332 | Un bacio di fuoco                        | Masako Togawa                  | A Kiss of Fire                           | 10 ottobre 1993   |
| 2333 | Città nera per Spenser                   | Robert B. Parker               | Double Deuce                             | 17 ottobre 1993   |
| 2334 | L'ultimo detective                       | Peter Lovesey                  | The Last Detective                       | 24 ottobre 1993   |
| 2335 | Nick Polo gioca d'azzardo                | Jerry Kennealy                 | Polo, Anyone?                            | 31 ottobre 1993   |
| 2336 | Omicidio a tempo di rock                 | Joseph Hansen                  | A Country of Old Men                     | 7 novembre 1993   |
| 2337 | Il gatto che muoveva la montagna         | Lilian Jackson Braun           | The Cat Who Moved a Mountain             | 14 novembre 1993  |
| 2338 | Gelo mortale per Gideon Oliver           | Aaron J. Elkins                | Oliver Icy Clutches                      | 21 novembre 1993  |
| 2339 | Indagine non autorizzata                 | Carlo Lucarelli                |                                          | 28 novembre 1993  |
| 2340 | La via dei fantasmi                      | Tony Hillerman                 | The Ghost Way                            | 5 dicembre 1993   |
| 2341 | La miniera della morte                   | Robert Irvine                  | Gone to Glory                            | 12 dicembre 1993  |
| 2342 | Kiss                                     | Ed McBain                      | Kiss                                     | 19 dicembre 1993  |
| 2343 | Nestor Burma e il cadavere ingombrante   | Léo Malet                      | L'envahissant cadavre de la Plaine Monce | 26 dicembre 1993  |
| 2344 | Buon anno, Marlene                       | George Baxt                    | The Marlene Dietrich Murder Case         | 2 gennaio 1994    |
| 2345 | Scandalo in famiglia                     | Anne Perry                     | Defend and Betray                        | 9 gennaio 1994    |
| 2346 | Morte di un prete russo                  | Stuart M. Kaminsky             | Death of a Russian Priest                | 16 gennaio 1994   |
| 2347 | Delitti in prima classe                  | Gianna Baltaro                 |                                          | 23 gennaio 1994   |
| 2348 | Facciamola finita                        | Bill Pronzini                  | Epitaphs                                 | 30 gennaio 1994   |
| 2349 | Pentagramma di morte                     | Linda Barnes                   | Steel Guitar                             | 6 febbraio 1994   |
| 2350 | Notte di tormenta                        | David Stout                    | Night of the Ice Storm                   | 13 febbraio 1994  |
| 2351 | Buon compleanno, Agatha Christie         | Carolyn G. Hart                | The Christie Caper                       | 20 febbraio 1994  |
| 2352 | Interno di famiglia con delitto          | Jessica Mann                   | A Kind of Healthy Grave                  | 27 febbraio 1994  |
| 2353 | Il dilemma di Daisy Bland                | Nicholas Blake                 | A Tangled Web                            | 6 marzo 1994      |
| 2354 | Il gatto che non c'era                   | Lilian Jackson Braun           | The Cat Who Wasn't There                 | 13 marzo 1994     |
| 2355 | Superman non muore mai                   | Claudia Salvatori              |                                          | 20 marzo 1994     |
| 2356 | Peter Diamond e la bambina senza nome    | Peter Lovesey                  | Diamond Solitaire                        | 27 marzo 1994     |
| 2357 | Le sette sorelle                         | Patricia McGerr                | The Seven Deadly Sisters                 | 3 aprile 1994     |
| 2358 | G come Guai                              | Sue Grafton                    | G is for Gumshoe                         | 10 aprile 1994    |
| 2359 | Le due facce dell'uomo lupo              | Ian Rankin                     | Wolfman                                  | 17 aprile 1994    |
| 2360 | Le miniere dell'imperatore               | Lindsey Davis                  | The Silver Pig                           | 24 aprile 1994    |
| 2361 | Bambola di carta                         | Robert B. Parker               | Paper Doll                               | 1º maggio 1994    |
| 2362 | Giochi di ombre                          | Frances Fyfield                | Shadow Play                              | 8 maggio 1994     |
| 2363 | Delitti di maggio                        | Mario Coloretti                |                                          | 15 maggio 1994    |
| 2364 | Lo stregone deve morire                  | Tony Hillerman                 | Skinwalters                              | 22 maggio 1994    |
| 2365 | Safari mortale                           | Karin McQuillan                | Deadly Safari                            | 29 maggio 1994    |
| 2366 | Paura a Murphy's Harbour                 | Anne Perry                     | Flashback                                | 5 giugno 1994     |
| 2367 | Mistero a Castel Rundegg                 | Anna dell'Isola                |                                          | 12 giugno 1994    |
| 2368 | Maggody a Manhattan                      | Joan Hess                      | Maggody in Manhattan                     | 19 giugno 1994    |
| 2369 | La settima moglie di Barbablù            | Cornell Woolrich               | Bluebeard's Seventh Wife                 | 26 giugno 1994    |
| 2370 | Morirai per ultima                       | Pierre Magnan                  | Le secret des andrones                   | 3 luglio 1994     |
| 2371 | La galleria dell'usignolo                | Paul Harding                   | The Nightingale Gallery                  | 10 luglio 1994    |
| 2372 | Oltre il cancello                        | Ruth Rendell                   | Kissing the Gunner's Daughter            | 17 luglio 1994    |
| 2373 | Mary Mary                                | Ed McBain                      | Mary Mary                                | 24 luglio 1994    |
| 2374 | Nero Wolfe: il capitolo mancante         | Robert Goldsborough            | The Missing Chapter                      | 31 luglio 1994    |
| 2375 | Veleni a Farrier's Lane                  | Anne Perry                     | Farrier's Lane                           | 7 agosto 1994     |
| 2376 | Autunno caldo a New Orleans              | James Lee Burke                | A Morning for Flamingos                  | 14 agosto 1994    |
| 2377 | Il gatto che accendeva il registratore   | Lilian Jackson Braun           | The Cat Who Turned On and Off            | 21 agosto 1994    |
| 2378 | Misteri imperiali                        | Lindsey Davis                  | Shadows in Bronze                        | 28 agosto 1994    |
| 2379 | Mammina tra i bugiardi                   | James Yaffe                    | Mom Among the Liars                      | 4 settembre 1994  |
| 2380 | Il secondo uomo                          | Edward Grierson                | The Second Man                           | 11 settembre 1994 |
| 2381 | H come Homicide                          | Sue Grafton                    | H is for Homicide                        | 18 settembre 1994 |
| 2382 | Morte di una strega                      | Christianna Brand              | Death of Jezebel                         | 25 settembre 1994 |
| 2383 | La tomba di Helios                       | Pierre Magnan                  | Le tombeau d'Helios                      | 2 ottobre 1994    |
| 2384 | Trappola per un angelo                   | Robert Crais                   | Free Fall                                | 9 ottobre 1994    |
| 2385 | Così simile al sonno                     | Jeremiah Healy                 | So Like to Sleep                         | 16 ottobre 1994   |
| 2386 | Memoria di tenebra                       | John Franklin Bardin           | The Deadly Percheron                     | 23 ottobre 1994   |
| 2387 | Troppi suicidi                           | Reginald Hill                  | Bones and Silence                        | 30 ottobre 1994   |
| 2388 | Polvere di stelle                        | Robert B. Parker               | Stardust                                 | 6 novembre 1994   |
| 2389 | Istantanea di una sconosciuta            | Linda Barnes                   | Snapshot                                 | 13 novembre 1994  |
| 2390 | Caccia ai testimoni                      | Michael Allegretto             | Blood Relative                           | 20 novembre 1994  |
| 2391 | La terribile notte di Cape Cod           | Collin Wilcox                  | Except for the Bones                     | 27 novembre 1994  |
| 2392 | Il libro di Baruc                        | Lucio Dall'Angelo Aldo Sorlini |                                          | 4 dicembre 1994   |
| 2393 | Un passato imperfetto                    | Margaret Maron                 | Past Imperfect                           | 11 dicembre 1994  |
| 2394 | Morituri te salutant                     | Danila Comastri Montanari      |                                          | 18 dicembre 1994  |
| 2395 | Il gatto che entrava nell'armadio        | Lilian Jackson Braun           | The Cat Who Wento Into the Closet        | 25 dicembre 1994  |
| 2396 | Complotto di bordo                       | Ngaio Marsh                    | Clutch of Constables                     | 1º gennaio 1995   |
| 2397 | La ballata dell'uomo in fuga             | Shelley Smith                  | The Ballad of the Running Man            | 8 gennaio 1995    |
| 2398 | Il delitto di Fort Point                 | Gloria White                   | Murder on the Run                        | 15 gennaio 1995   |
| 2399 | La collina dell'impiccato                | Pascal Basset-Chercot          | Le zoo du pendu                          | 22 gennaio 1995   |
| 2400 | Il cimitero degli elefanti               | Karin McQuillan                | Elephant's Graveyard                     | 29 gennaio 1995   |

|  | I 100 successivi: Il Giallo Mondadori dal 2401 al 2500 |